# Chiesa della Beata Vergine delle Grazie (Torino)
La Chiesa della Beata Vergine delle Grazie (anche chiamata Nostra Signora delle Grazie) comunemente nota come chiesa della Crocetta (La Crosëtta in piemontese) è un edificio di culto Cattolico che sorge nell'omonimo quartiere di Torino. Il nome popolare deriva dalla croce rossa e azzurra che fregiava l'abito dei padri trinitari, per lungo tempo titolari dell'edificio e del culto.
Le origini della chiesa risalgono ad una cappella costruita nel 1558, che fu poi sostituita da una chiesa barocca nel 1618 (ancora oggi esistente in largo Cassini) che era parte del convento dei frati Trinitari. Una lunga disputa si protrasse tra i frati Trinitari (che possedevano la chiesa) e i padri Filippini (in carica della giurisdizione parrocchiale). La disputa si risolve nel 1799 quando la chiesa divenne parrocchia indipendente.
Nel 1887 il parroco Alessandro Roccati avviò la costruzione della chiesa odierna, che si completò nel 1889. La chiesa, progettata da Giuseppe Ferrari d'Orsara, è in stile neomedievale, con elementi neoromanici, neobizantini, e neogotici. All'interno è decorata in ricchi marmi ed affreschi di Giovanni Stura, e ospita un'opera attribuita a Tintoretto. Il campanile neoromanico fu danneggiato nei bombardamenti del 1943 e ricostruito in stile.

## Storia

### Origini
Nel 1558 una pia donna, Maddalena Groppello da Soncino, costruì a sue spese una cappelletta per grazia ricevuta e nel 1592 la volle affidare alla giurisdizione della parrocchia Santa Maria di Piazza, allora sede metropolitana dei frati Carmelitani, successivamente affidata ai padri Filippini (appartenenti alla Confederazione dell'oratorio di San Filippo Neri, anche detti Oratoriani). Un'altra cappelletta, dedicata a San Grato, sorgeva nelle vicinanze (probabilmente si tratta della medesima cappella).

### La disputa tra Trinitari e Filippini
Nel 1618, su richiesta della moglie Caterina d'Asburgo, il duca Carlo Emanuele I assegnò ai frati Trinitari un terreno nell'allora regione Tauley, affinché edificassero una chiesa con convento e orto. La costruzione della nuova chiesetta (che ingloba la precedente ceppella) iniziò lo stesso anno sotto il patronato del cardinale Maurizio di Savoia che ne posa la prima pietra. Il sito scelto are sulle rovine di un antico castello, all'angolo dell'odierna via Marco Polo con il vicolo Crocetta, e rimane tutto'ora come la chiesa del Convalescenziario. I frati Trinitari, in carica della chiesa, convento, ed orto, svolgono servizio assistenziale per i viandanti e di educazione per i contadini del circondario e beneficiano di una considerevole sovvenzione annuale dalla corte ducale. Il convento dei trinitari ordinariamente ospita sei sacerdoti e quattro laici. A questo punto la chiesa è retta dai Trinitari (che beneficiano di concessioni da parte della corte), ma è situata sotto la giurisdizione della parrocchia di Sant'Eusebio dei padri Filippini (oggi chiesa di San Filippo Neri), sui quali ricadono i doveri parrocchiali. Inizia cosí la disupta tra i due ordini. 

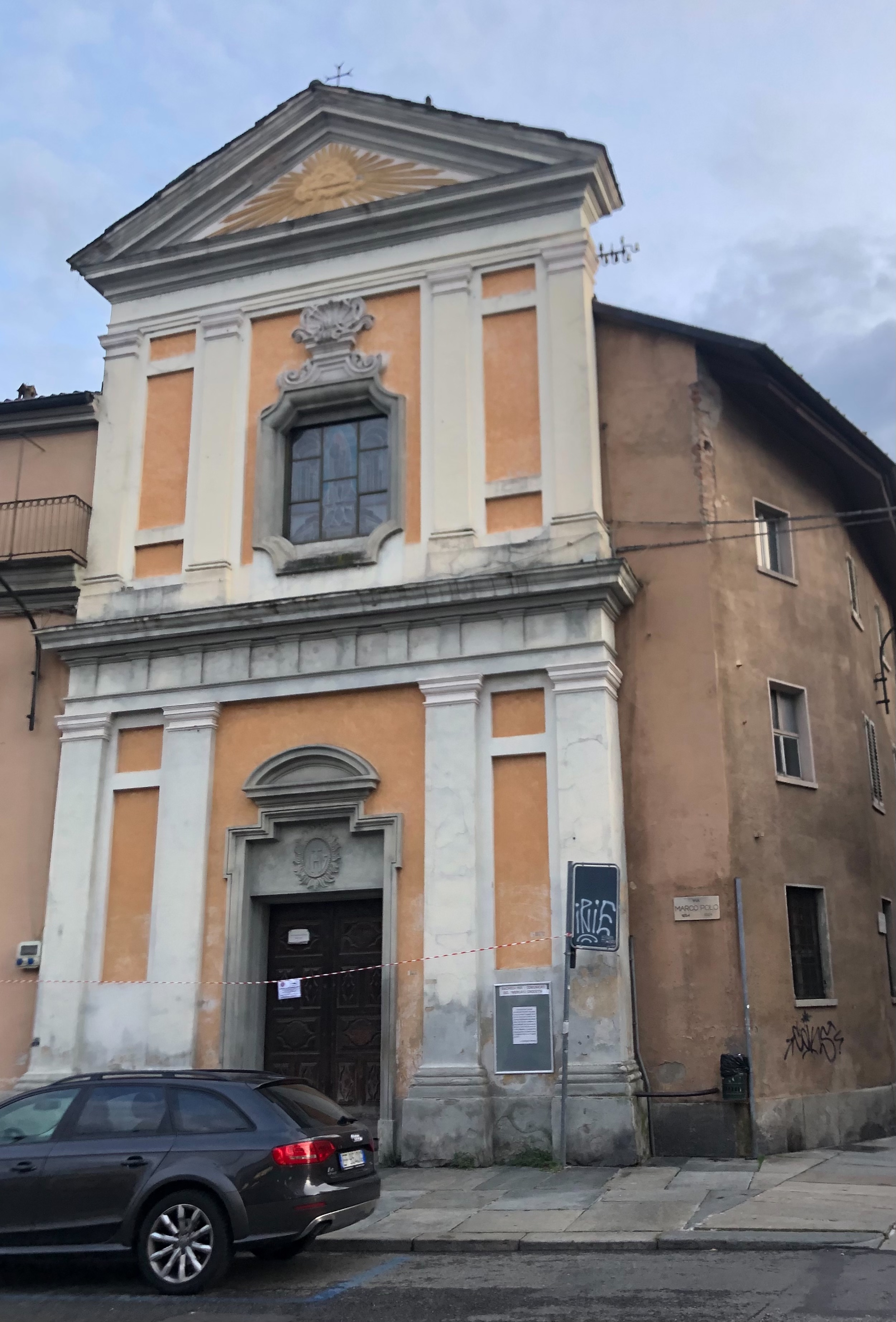
Vecchia chiesa della Crocetta (costruita nel 1618), detta del Convalescenziario o chiesa dell'Opera Pia Convalescenti

 Gli abitanti della Crocetta, dopo l'erezione a parrocchia della chiesa del Lingotto nel 1686, vollero una loro propria parrocchia indipendente; questo fatto si inerisce nella liti tra i due i Filippini (titolari della parrocchia) ed i Trinitari (possessori di chiesa e convento). Nel 1726, in vista di erigere la chiesa a parrocchia indipendente, fu abbattuto un portico rustico ed ampliato l'interno. L'erezione a parrocchia era fortemente voluta dagli abitanti della zona, che fino al allora dovevano recarsi fino a Sant'Eusebio, ed era favorita anche da Vittorio Amedeo II. Nel 1727 Filippini dunque, decisi ad erigere la chiesa in parrocchia, si rivolsero prima ai padri Serviti della Chiesa di San Salvario, affinché si incaricassero di essa, ma i Serviti rifiutarono. Il padre Filippino Gioan Francesco Perotti si rivolse allora ai trinitari, affidando loro temporaneamente le funzioni parrocchiali, ma che si limitavano allora all'assistenza ai malati in fin di vita. I Trinitari si dichiararono favorevoli a svolgere pienamente l'amministrazione parrocchiale, ma a 4 condizioni: 1) che fosse versata a loro, in quanto in carica della nuova parrocchia, una congrua (cioè una somma monetaria per il sostentamento di un bene ecclesiastico) 2) che la nomina di parroco fosse fatta dai Trinitari 3) che l'istituzione della parrocchia venisse dall'arcivescovo e non dai Filippini di Sant'Eusebio 4) che venisse eretta una canonica. I Filippini si ritennero assolutamente contrari a queste condizioni, sia perché volevano mantenere la parrocchia dipendente dalla loro, sia perché non volevano pagare la congrua. Dunque, anche questa volta la chiesa non venne eretta in parrocchia. Per risolvere ai problemi dell'assenza della parrocchia, l'arcivescovo Pietro Arborio Gattinara si mise d'accordo coi Filippini per far si che ai Trinitari venissero delegate alcuna facoltà parrocchiali dettate dalle circostanze del luogo, mentre si continuava a cercare una soluzione.
Tra il 1727 ed il 1728 i Trinitari, poiché non avevano un cimitero, seppellirono i loro morti nella chiesa stessa. Questo fatto convinse l'arcivescovo Gattinara a finalmente erigere la chiesa in parrocchia, e le assegnò un territorio di quattro miglia di circonferenza e lungo un miglio e mezzo al suo limite massimo. I Trinitari erano finalmente in carica della parrocchia, ma non avevano ricevuto la congrua che desideravano; per non perdervi diritto allora vollero che la parrocchia fosse ancora dipendente da quella di Sant'Eusebio dei Filippini, fatto rispecchiato dal nome di parochia Sancti Eusebii extra muros. Nel luglio 1729 la città di Torino assegnò alla nuova parrocchia un territorio lungo la strada principale, che servisse da cimitero. Per quindici anni i Trinitari amministrarono la parrocchia con come unica rendita i diritti di stola (ovvero le prestazioni dovute dai fedeli ai parroci per i servizi funerari). Nel 1744 chiesero nuovamente ai Filippini un contributo economico come congrua, ma gli fu negato.

Il 4 giugno 1755 il perdurare dei contrasti convinse l'arcivescovo Roero ad obbligare per decreto il curato trinitario della Crocetta a diventare vicario di Sant'Eusebio, la parrocchia dei Filippini. Pertanto il padre trinitario Ignazio Isler si vide costretto a compiere la remissione dei libri parrocchiali. Questo comportò ai Trinitari la perdita di potere di parrocchiale acquisto, il dimezzamento dei diritti di proprietà sulla loro stessa chiesa, ed in generale un'investitura precaria. I Trinitari sperarono almeno di poter ricevere finalmente un qualche sostegno economico dai Filippini in riconoscimento del loro nuovo ministero e per i loro doveri parrocchiali, ma questo gli fu negato ancora una volta. Dinnanzi a questo nuovo rifiuto, i Trinitari mandarono padre Isler dall'arcivescovo il 20 novembre 1756 a fare rinuncia formale alla parrocchia. Così, la chiesa Crocetta perse lo status di parrocchia e gli abitanti della zona si trovarono nuovamente a dover dipendere dalla lontana Sant'Eusebio per i loro bisogni parrocchiali.

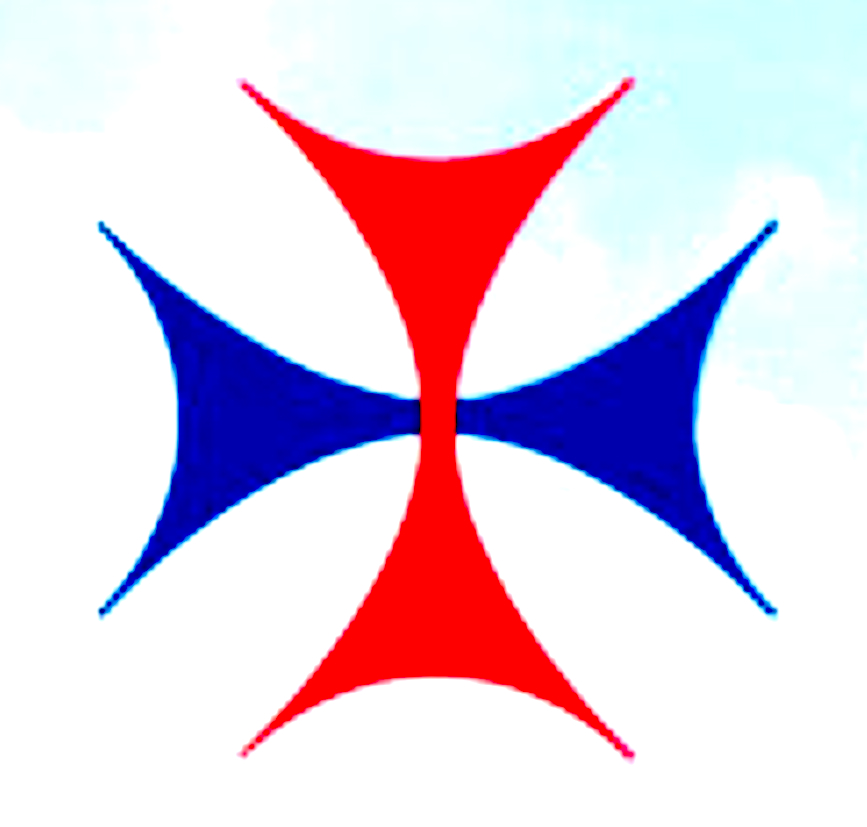
Lo stemma dell'Ordine Triniario, con la croce da cui deriva il nome Crocetta

La perdita dello status di parrocchia della chiesa della Crocetta andò a pesare anche sui Filippini stessi, che si trovavano ora a dover viaggiare più di due miglia per assistere ai bisogni dei loro parrocchiani della Crocetta, in particolare gli ammalati. Dunque nel 1757 decisero, piuttosto di accettare di pagare la congrua ai Trinitari, di smembrare il territorio parrocchiale della Crocetta e affidarne una porzione al curato di San Marco, un'altra al priore del Lingotto, e un'altra al vicario di Pozzo Strada. Questo progetto fu però prevenuto dagli abitanti stessi della Crocetta, che andarono dall’arcivescovo per supplicarlo di non smembrare il loro territorio. Non soltanto l'arcivescovo dunque proibì tale progetto, ma inoltre obbligò i Filippini a stanziare un sacerdote residente nella Crocetta per provvedere ai bisogni parrocchiali. Il sacerdote stanziato dai Filippini, non avendo casa né canonica nella Crocetta affittava una camera vicino al convento. Le messe, funerali, e le varie funzioni parrocchiali venivano invece celebrate nella piccola cappella del cimitero e non nella chiesa vera e propria, poiché quella era parte del convento ed in mani ai Trinitari. Gli abitanti, per assistere alle funzioni religiose, rimanevano a cielo aperto e tra le tombe nel cimitero (tra l'altro senza cinta ne mura).
La situazione rasentava il ridicolo, con una chiesa ampia e comoda nel convento ed una parrocchia relegata nella misera cappella del cimitero. Nel 1766 gli abitanti si rivolsero nuovamente al sovrano, ora Carlo Emanuele III, per una soluzione che li lasciasse usufruire della chiesa del convento per le funzioni parrocchiali. Il re delegò nel luglio 1766 l'intendente Tomatis per risolvere la disputa. Il compromesso (raggiunto ad Agosto dello stesso anno) fu che i Trinitari, loro malgrado, dovettero cedere una delle tre cappelle della chiesa (quella dedicata a Giovanni de Matha e Felice di Valois) affinché servisse per le funzioni della parrocchia. In compenso ricevettero 100 lire all'anno e l'assicurazione che le funzioni parrocchiali non avrebbero disturbato le loro proprie funzioni religiose. Inoltre, per 50 lire annue, i Trinitari cederono in affitto due camere per l'alloggio del vicario parrocchiale. I Filippini, che godevano delle rendite della parrocchia, dovettero inoltre prendersi cura delle spese del suddetto altare della cappella (anche se riuscirono ad addossarle ai confratelli del Corpus Domini, senza che quest'ultimi se ne accorgessero) e delle 150 lire annuali di stipendio del vicario.
La pace raggiunta tra i Trinitari ed il vicario Filippino non durò molto, e già nel 1788 il nuovo arcivescovo e cardinale Vittorio Maria Baldassare Gaetano Costa d'Arignano nuovamente parlò con i Filippini con lo scopo di rendere la parrocchia indipendente, ma i Filippini di nuovo rifiutarono ogni proposta che includesse il pagamento della congrua, e dunque anche Costa rinunciò a trovare una soluzione.
Continuarono così piccole picche e ripicche fino al 18 luglio 1797, quando a causa della guerra contro la Francia, lo stato Sabaudo ottiene il breve papale soppressione dei conventi con meno di otto religiosi e l'incameramento dei loro beni a favore dell'erario. Nonostante il convento Trinitario della Crocetta avesse dieci membri, viene comunque incluso nel breve papale successivo del 9 febbraio 1798. La chiesa ed i suoi beni vengono dunque lasciati dal Papa all'arcivescovo di Torino, e i Trinitari dovettero abbandonarla. La curia arcivescovile offrì l'incarico parrocchiale ai Filippini. L'offerta decretava che i beni della chiesa venissero ceduti alla parrocchia della Crocetta, che i Filippini avrebbero amministrato. I Filippini invece desideravano che i beni fossero dati direttamente alla loro Congregazione. Date le circostanze economiche però (in cui si sopprimevano gli ordini religiosi per i bisogni bellici), era impensabile che il governo desse in regalo questi beni (di un valore di oltre 50 mila lire) ad un ordine religioso. Poiché i Filippini non accettavano, la situazione rimase incompiuta fino al 10 marzo, quando le Finanze del Regno vennero in possesso del convento e di tutti i terreni e beni al di fuori della chiesa, la sacrestia, e le due camere annesse. Il convento ed i terreno furono messi in vendita dallo stato il 13 marzo 1799 e comprati dalla società agraria di Torino per 55,585 lire. Furono successivamente venduti all'Arciconfraternita della Santissima Trinità che li adibì convalescenziario, funzione alla cui sono adibiti tuttora.
La chiesa, la sacrestia, e le due camere annesse, che non erano state prese dalle Finanze dello stato, vennero date in possesso al vicario parrocchiale l'8 giugno. Gli abitatni del quartiere allora tornarono al proposito di rendere la chiesa parrocchia indipendente. Intanto i Filippini si erano accorti di tale proposito e intendevano nuovamente evitarlo. Alienarono tutto ciò che possedevano nel vicinato della Crocetta, temendo che fosse usato per stabilire la congrua parrocchiale. Essendosi impossessati dei vasi d'argento e delle suppellettili della chiesa, e temendo che ciò fosse usato come pretesto per farli pagare la congrua, non consegnarono alcun inventario al vicario. Inoltre, si adoperarono per rimuovere ogni vestigia rimasta dai Trinitari: cambiarono la Madonna del Buon Rimedio (patrona dei Trinitari) in quella della Madonna del Rosario, in onore della quale eressero una compagnia il 25 settembre 1798, coprirono le immagini di San Giuseppe e San Grato con quelle dei quindici misteri del Rosario, e intitolarono la chiesa come chiesa comparrocchiale di San Eusebio. Continuarono però a non contribuire alle finanze della parrocchia, i cui doveri ed oneri rimanevano a carico del vicario. Gli abitanti del quartiere erano abituati con i Trinitari ad almeno otto messe nei giorni festivi, mentre ora ne veniva celebrata solo una. Inoltre, agli abitanti spettavano più di settecento messe che i Trinitari si erano impegnati a celebrare per via di legati (cioè disposizioni testamentarie e caritatevoli) e il cui compito ora spettava ai Filippini, che però non adempivano.
I parrocchiani della Crocetta, stanchi di essere trascurati dai Filippini, si appellarono alle autorità civili ed ecclesiastiche richiedendo, ora che erano in possesso di una chiesa propria, l'erezione di una parrocchia indipendente. Inoltre, i parrocchiani si resero disponibili a provvedere alla sussistenza del parroco, poiché i Filippini si rifiutavano. Questa richiesta fu calorosamente accolta da Joseph-Mathurin Musset, commissario della repubblica francese in Piemonte. Il 27 aprile 1799 la Congregazione dei Filippini dovettero rinunciare ad ogni giurisdizione sopra il territorio della Crocetta ed alla nomina del vicario parrocchiale. I Filippini si mostrarono d'accordo, con le condizioni di poter conservare la congrua radicale ed originale della chiesa ed un terreno attiguo, ed inoltre pretenderono che il futuro parroco rinunziasse ad ogni pretesa di soldi per la chiesa o sostentamento proprio dai Filippini e che non potesse più richiedere nulla dalla loro congregazione. I parrocchiani, volendo finalmente porre fine alla vicenda, accettarono. Dunque, il 1 maggio 1799, l'arcivescovo di Torino Buronzo del Signore eresse la parrocchia della Crocetta in vicaria amovibile, e la rese completamente indipendente dalla parrocchia di Sant'Eusebio. Il primo parroco fu il presbitero Giuseppe Anontio Massa come "rettore assoluto ed indipendente della parrocchia di S. Eusebio extra muros". Come voluto dai Filippini, rinunziò ad richiedere nulla da loro.
Nel 1828 i beni un tempo posseduti dai Trinitari vennero riassegnati alla parrocchia. La chiesa di San Salvario era succursale della Crocetta.
Nel 1849 il vecchio cimitero, che era rasente alla strada, venne raso e uno nuovo, fuori dall'abitato, venne costruito a 300 piedi di distanza. Nel cimitero era seppellito Gerolamo Ramorino.

### Chiesa attuale
Nel 1887 Don Alessandro Roccati, appena nominato parroco, acquistò dalle famiglie Rignon e Bogetti il terreno per la nuova chiesa. a questi aggiunse 2.000 metri quadrati che si era fatto donare dal Comune. La costruzione comincia il 21 settembre 1887, su progettato (a titolo gratuito) dall'architetto Giuseppe Ferrari d'Orsara. La prima pietra fu posata il 14 marzo 1888, genetliaco di Re Umberto, in presenza del principe Ferdinando di Savoia e le rappresentanze del Municipio e del Gran Magistero dell'Ordine Mauriziano. La prima pietra fu benedetta da Mons. Giovanni Battista Bertagna, rappresentante del cardinale Gaetano Alimonda. Il 9 settembre 1889 la chiesa, ancora incompiuta, veniva aperta al culto nella festa di San Grato, antico patrono della regione; il costo complessivo fu 400 mila lire. Nel 1906 il conte Felice Rignon, proprietario della monumentale villa Verrua, donava alla parrocchia ulteriori 360 mq. di terreno che servirono nel 1911 per la costruzione della casa parrocchiale. Il campanile fu distrutto dal bombardamento dell’8 agosto 1943 e fu poi ricostruito nello stesso stile neoromanico. Nel 1966, su iniziativa del monsignor Schierano, fu rinnovata la pavimentazione marmorea.

## Descrizione

### Chiesa vecchia
La chiesa originaria aveva anteriormente un rustico portico, abbattuto nel 1726 per un ampliamento dell'interno, che era in stile barocco. La chiesa è oblunga e con tre altari: sull'altare Maggiore troneggiava un'icona con "Cristo deposto dalla Croce e Maria addolorata", opera tintorettiana, probabilmente di Palma il Vecchio; gli altri erano dedicati alla Madonna San Giuseppe e San Grato, e ai santi fondatori dell'Ordine, Giovanni de Matha e Felice di Valois. Il duca Carlo Emanuele ed il cardinale Maurizio tenevano molto al culto della Madonna del Buon Rimedio, tanto da donare un quadro che raffigurava la famiglia reale sotto la protezione del manto della Vergine. Vi erano anche due quadri di Felice Cervetti, raffiguranti la lavanda dei piedi e l'istituzione dell'eucaristia. La vecchia chiesa tuttora fa parte del convalescenziario.

### Chiesa attuale
La chiesa attuale unisce stili diversi, ed è esempio di gusto neo-medievale: tardo bizantino nell'impianto a croce greca, romanico nel campanile, ravennate nei pulvini, decorazioni neogotiche, stile paleocristiano nel catino absidale; l'atrio ricorda l'antico nartece. Rimangono della chiesa precedente la grande tela di scuola tintorettiana (possibilmente di Tintoretto o di Palma il Vecchio), l'altare del 1600 in legno scolpito e la statua della Vergine risalente al XV secolo. VI è anche un dipinto di Claudio Francesco Beaumont raffigurante Gesù nell'orto. Tra gli arredi recenti, vengono segnalati i due registi pittorici del torinese Giovanni Stura, molto attivo a Torino agli inizi del Novecento. Nella calotta absidale dipinse la Vergine in atto di intercedere grazia dal suo Divin Figlio. Sul fronte dell'arco trionfale è dipinto L'Angelo che proclama Maria piena di grazia con al centro lo Spirito Santo. Sulla fronte dell'arco trionfale, in mezzo a volute d'oro, vi è rappresentata la Mistica Fonte alla quale si dissetano due pavoni ed attorno aleggiano colombe bianche.
Attraverso l'intera chiesa si sviluppa fascia laterale affrescata, al livello sopra le colonne della navata. Nella fascia, nella calotta abside, sono rappresentati  Sette emblemi eucaristici mentre sui lati che fiancheggiano il presbiterio sono presenti medaglioni con Profeti e Vergini. Nella navata e nelle cappella, la fascia è adornata da santi ed angeli in processione. Nei timpani tra le colonne e la fascia laterale sono presenti i Quattro Evangelisti. Le estremità dei due bracci del transetto, che al centro formano una croce, accolgono due spaziose cappelle dedicate al Sacro Cuore (a Est) e alla Vergine della Mercede (a Ovest). Le dodici colonne interne sono di marmo di Moncervetto con capitelli in pietra di Viggiù in stile bizantino. Il soffitto, in legno e sostenuto da archi volanti, è decorato con colori vivi, dorature, ed arabeschi.
L'organo a canne è opera di Francesco Vegezzi Bossi di Centallo (CN). È stato realizzato nel 1920 e, dopo il restauro del 1979 di Francesco II Vegezzi Bossi e un intervento di modifica di Renzo Rosso nel 2002, è stato restaurato, modificato e ampliato dalla ditta Brondino Vegezzi Bossi nel 2019. Dispone di due consolle, una in cantoria, a 2 tastiere e trasmissione elettronica, e una in navata, a trasmissione elettronica, a 3 tastiere di 58 note (Do1-La5) e pedaliera parallelo-concava di 30 (Do1-Fa3). Le canne sono disposte sulla tribuna sopra l'ingresso (grand'organo, recitativo e pedale), e nel matroneo absidale sinistro (organo corale di Carlo II Vegezzi Bossi del 1961, donato alla parrocchia nel 2019 dalla chiesa evangelica battista dove era precedentemente collocato, restaurato e collegato all'organo maggiore in tribuna. Ora sono così entrambi suonabili dalla moderna consolle a 3 tastiere posta in navata).